# Chibchea araona
Chibchea araona är en spindelart som beskrevs av Huber 2000. Chibchea araona ingår i släktet Chibchea och familjen dallerspindlar. Inga underarter finns listade i Catalogue of Life.